# 1900 год в автомобилестроении
Список событий в автомобилестроении в 1900 году:

## События
- 27 января — Чезаре Изотта (Cesare Isotta), Винченцо Фраскини (Vincenzo Fraschini) и двоюродные братья последнего — Антонио Фраскини (Antonio Fraschini) и Оресте Фраскини (Oreste Fraschini) основали в Милане «Societa Milanese d’Automobili Isotta Fraschini & Сіа», компанию, которая с 1903 года стала изготавливать автомобили Изотта Фраскини (Isotta Fraschini)[1].
- 20 марта (2 апреля) — образован «Московский клуб автомобилистов», первое российское объединение автолюбителей, вскоре переименованное в «Первый российский автомобильный клуб» (ПРАК). Через Клуб можно было выхлопотать «Разрешение на право езды на автомобиле по Москве», принимать участие в соревнованиях и поездках[2].
- 2 апреля — Эмиль Еллинек и Даймлер достигают согласия об открытие в Ницце торгового представительства автомобильной компании. Для продаваемых автомобилей предлагается использовать название «Даймлер-Мерседес», в честь дочери Елинека[3].
- 3 августа — в городе Акрон, Огайо основана шинная компания Файрстоун. Вскоре Гарви Файрстоун получил заказ от своего друга Генри Форда и наладил массовое производство автомобильных шин, одним из первых в мире[4].
- 22 ноября — после тщательных проверок и нескольких доработок на заводе Даймлера, полностью отделанный и отрегулированный первый автомобиль Мерседес был доставлен Эмилю Еллинеку в Ниццу[5].